# نیووه‌بروخ
نیوبرگ (به هلندی: Nieuwebrug) یک منطقهٔ مسکونی در هلند است که در Skarsterlân واقع شده‌است. نیوبرگ ۲۱۵ نفر جمعیت دارد.